# كنيسة سانتا ماريا دي لوريتو (آتشاو)
كنيسة سانتا ماريا دي لوريتو وغالبًا ما يُطلق عليها اسم كنيسة آتشاو (بالإسبانية: Iglesia de Santa María de Loreto أو Iglesia de Achao) هي كنيسة رومانيّة كاثوليكيّة تقع في مدينة آتشاو، أكبر مدن جزيرة كينتشاو في تشيلي. تم تشييدها عام 1740 عندما كان أرخبيل تشيلوي لايزال جزءًا من ممتلكات التاج الإسباني، حيث تمثّل اندماجًا بين الثقافة اليسوعيّة الأوروبيّة ومهارات الشعوب الأصليّّة وتقاليدها، وهي مثال على ثقافة المستيزو.
تُعتبر كنيسة آتشاو واحدة من أقدم الكنائس التقليديّة في تشيلوي المبنيّة خلال القرن الثامن عشر والتاسع عشر، والتي بقيت سليمة تقريبًا من عصر البعثة اليسوعيّة.

## الحماية

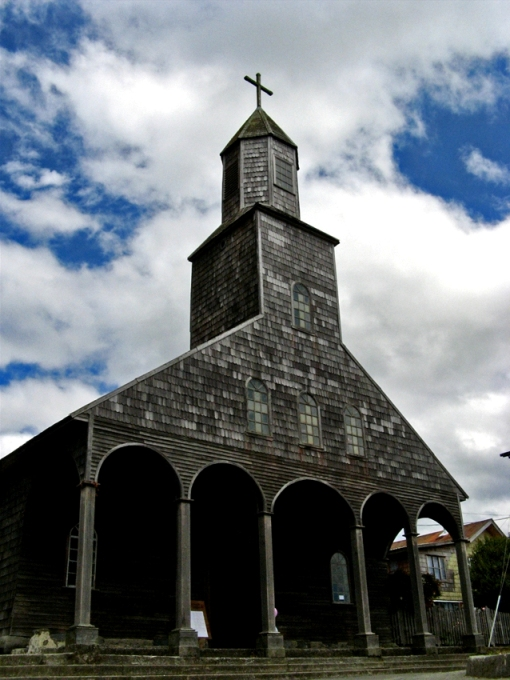
صورة ملائمة للمقال

تُعتبر هذه الكنيسة واحدة من 16 كنيسة خشبية فريدة تم إدراجها على قائمة التراث العالمي التابعة لليونيسكو في عام 2000 تحت مسمى كنائس تشيلوي. كما قامت جامعة تشيلي، ومؤسسة كنائس تشيلوي الثقافية، وغيرها من المؤسسات بجهود كبيرة للحفاظ على هذه المنشآت التاريخيّة.

## صور

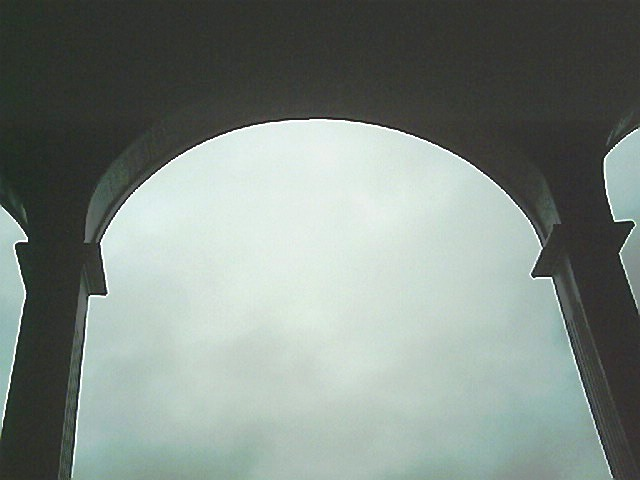
القوس المركزي لكنيسة آتشاو
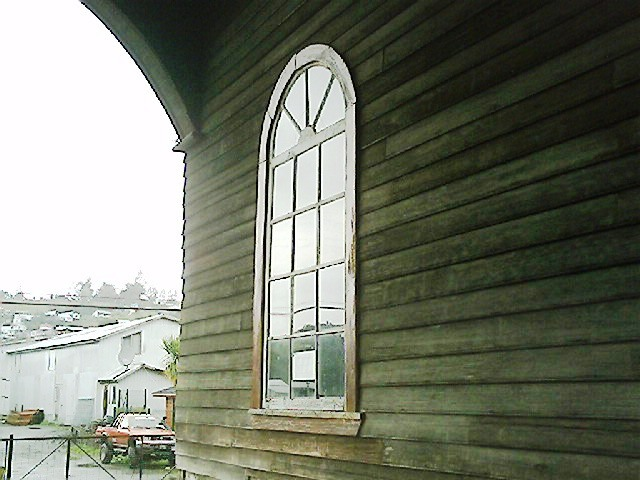
نافذة في كنيسة آتشاو
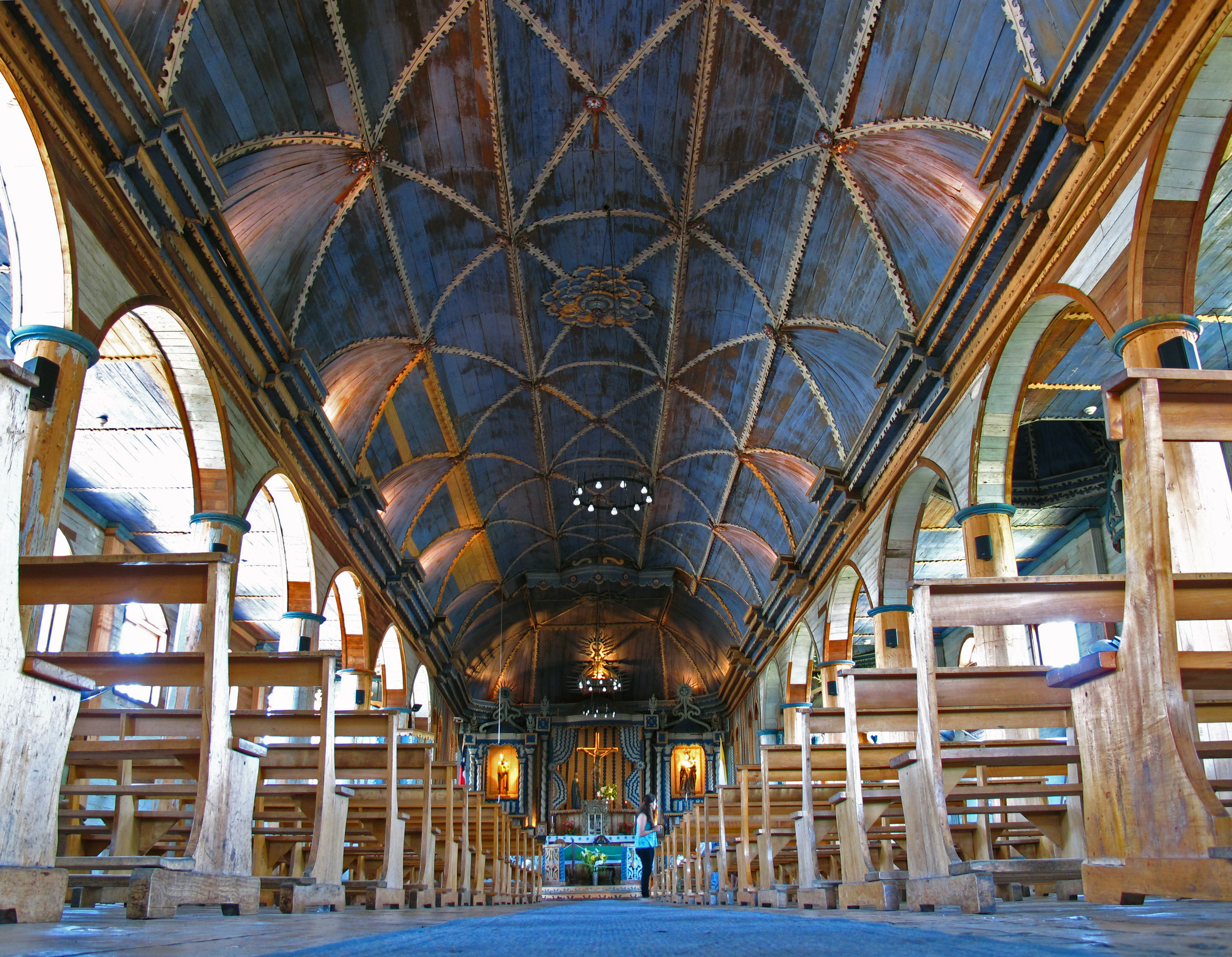
صحن كنيسة آتشاو

## الموقع
تقع كنيسة سانتا ماريا دي لوريتو بمدينة آتشاو ضمن بلدية كينتشاو (التي يقع فيها أيضًا كنيسة كينتشاو وكنيسة كاجواتش)، في جزيرة كينتشاو شرق أرخبيل تشيلوي.